# 도리스돌
도리스돌(Doris doll)은 중화인민공화국의 관절 인형 회사이다.
도리스돌은 중화인민공화국에서는 도리스돌의 60cm가 '카이디', 도리스돌 30cm 인형은 '카밀'이라고도 불린다.  대한민국에서는 도리스돌을 유아용품으로 취급한다.

## 재질
일반적으로 폴리우레탄이나 레진으로 만들어지는 구체관절 인형과는 달리 PVC, ABS 소재로 만들어져 충격에 강하고 관리가 편리하다. 다만 착색이 잘 되고, 일부 구체관절 인형 메이크업 샵에서도 재질 차이로 인해 메이크업을 받지 않는 곳도 있다. 관절 또한 60cm, 45cm, 30cm는 텐션줄(장력줄) 연결이 아닌 기계 관절로 차이가 있다. 헤드는 PVC나 ABS로 만들어졌다.

## 사건과 논란

### 불법 복제 논란
- 도리스돌은 2020년 2월 17일~현재까지 불법 복제 논란이 있다.[3]
  - 도리스돌 30cm는 리나슈슈의 크림의 불법 복제 논란이 있다. (불복 논란 부정중)
  - 도리스돌 45cm는 루츠의 호두의 불법 복제라는 논란이 있다.
  - 도리스돌의 60cm는 AE돌의 모이라의 불법 복제라는 논란이 있다. (최근 불법복제 확정)

### 유해물질 사건
2018년도에 중국산 도리스돌의 옷, 장신구 등에서 납, 카드뮴 등의 유해물질이 나왔다.
- 한국형 도리스돌은 해당 사항이 없다.

## 사이즈
도리스돌은 30cm ~ 60cm까지 있다.
- 도리스돌 60cm

- - 의상: SD
  - 가발: 9 ~ 10인치
  - 안구: 16mm

- 도리스돌 45cm

- - 의상: MSD
  - 가발: 8 ~ 9인치
  - 안구: 14mm

- 도리스돌 30cm

- - 의상: MSD, 바니35
  - 가발: 7 ~ 8인치
  - 안구: 12mm,14mm

### 판매처
도리스돌 코리아에서 안구, 가발 패키지나 의상 패키지를 팔고 있다.

## 같이 보기
- 인형